# Гюргево (окръг)
Вижте пояснителната страница за други значения на Гюргево.
Окръг Гюргево (на румънски: Județul Giurgiu) e окръг в Румъния с площ 3526 км2 и население 298 242 души (2001). Административен център е град Гюргево.

## Административно деление
Окръг Гюргево се намира в регион Мунтения, съставен е от една мунципия (Гюргево), 2 града със самостоятелно самоуправление (Болинтин-Вале и Михъйлещ) и 50 комуни (малки общини).

## Население
Населението на окръга към 18 март 2002 година е 297 859 души, от тях 88 537 души (29,72 %) живеят в градовете а 209 322 души (70,27 %) в селата. Средната гъстота е 84.5 д/км2. Според официална статистика румънците представляват 96,03 %, а циганите 3,89 %.

### Българи
Броят на българите в окръга се оценява на около 18 хил. души, те са мнозинство в селата – Била, Валя Драгулуй, Въръщ, Йепурещ, Милошец, Херъщ.